# 竜山区 (遼源市)
竜山区（りゅうざん-く）は中華人民共和国吉林省遼源市に位置する地級市。1983年12月22日に設立された。

## 行政区画
1鎮、1郷と直轄の18社区を管轄。2012年まで8つの街道弁事処があったが、廃止された。
- 鎮：寿山鎮
- 郷：工農郷

## 交通

### 鉄道
- 中国国家鉄路集団
  - 遼源駅 - 四梅線、開源線（中国語版）の接続駅

### 道路
- 高速道路
  -  集双高速道路（中国語版）
- 国道
  -  G229国道（中国語版）